# 이상규 (전 키즈배우)
이상규는 2017년 키아나 엔터테인먼트 소속 키즈 배우이다.